# Going to a Go-Go
Going to a Go-Go è un album in studio del gruppo musicale statunitense The Miracles, pubblicato nel novembre del 1965.
Inoltre, di tale canzone, fu fatta una cover da parte della celeberrima band britannica The Rolling Stones

## Tracce
Lato A
1. The Tracks of My Tears - 2:55
2. Going to a Go-Go - 2:46
3. Ooo Baby Baby - 2:45
4. My Girl Has Gone - 2:50
5. In Case You Need Love - 2:47
6. Choosey Beggar - 2:33

Lato B
1. Since You Won My Heart - 2:16
2. From Head to Toe - 2:25
3. All That's Good - 3:12
4. My Baby Changes Like the Weather - 2:47
5. Let Me Have Some - 3:07
6. A Fork in the Road - 3:26